# Li Chi-an
Li Chi-an (* 7. Juli 1945) ist ein ehemaliger nordkoreanischer Fußballspieler. Er wurde als Stürmer eingesetzt und stand im Kader der nordkoreanischen Mannschaft bei der Weltmeisterschaft 1966 in England, wo er die Trikotnummer 22 trug. In seiner Heimat soll er zudem noch beim 25. April SC aktiv gewesen sein.